# Javier Augusto Del Río Alba
Javier Augusto Del Río Alba (Lima, 22 dicembre 1957) è un arcivescovo cattolico peruviano, dal 20 ottobre 2006 arcivescovo metropolita di Arequipa.

## Biografia
Javier Augusto Del Río Alba è nato a Lima il 22 dicembre 1957.

### Formazione e ministero sacerdotale
Ha studiato presso il Collegio "La Salle" di Lima dal 1963 al 1973 e poi ha studiato giurisprudenza presso la Pontificia Università Cattolica del Perù dal 1974 al 1979. Specializzato in diritto civile, ha lavorato come avvocato per qualche anno.
Nel 1987 è entrato nel seminario missionario diocesano "Redemptoris Mater e Juan Pablo II" di Callao. Nel 1997 ha conseguito la licenza in diritto canonico presso la Pontificia università "San Tommaso d'Aquino" e nel 2001 il dottorato in teologia dogmatica presso la Pontificia Università Gregoriana.
Il 22 novembre 1992 è stato ordinato presbitero per la diocesi di Callao da monsignor Ricardo Durand Flórez. Ha prestato servizio come professore presso il seminario missionario diocesano "Redemptoris Mater e Juan Pablo II" di Callao, rettore del seminario diocesano "Corazón de Cristo", parroco della parrocchia di Maria Ausiliatrice, membro del consiglio presbiterale e del collegio dei consultori, vicepresidente del consiglio pastorale e della Caritas, coordinatore della commissione diocesana dei laici, vicario generale, promotore della scuola "Virgen de la Esperanza", primo rettore della Facoltà di teologia "Redemptoris Mater" e presidente della Fondazione "Desarrollo Integral de Nuevo Pachacútec".
È stato anche capo dell'équipe itinerante del Cammino neocatecumenale nell'arcidiocesi di Ayacucho e nel vicariato apostolico di Yurimaguas, consigliere spirituale dell'Unione Cristiana degli Imprenditori del Perù (UCDE) e membro del consiglio di amministrazione della Fondazione "Ciudad de Papel".

### Ministero episcopale
Il 12 ottobre 2004 papa Giovanni Paolo II lo ha nominato vescovo ausiliare di Callao e titolare di Felbes. Ha ricevuto l'ordinazione episcopale il 21 novembre successivo dal vescovo di Callao Miguel Irizar Campos, co-consacranti il cardinale Juan Luis Cipriani Thorne, arcivescovo metropolita di Lima, e l'arcivescovo Rino Passigato, nunzio apostolico in Perù.
L'11 luglio 2006 papa Benedetto XVI lo ha nominato arcivescovo coadiutore di Arequipa. Il 21 ottobre dello stesso anno è succeduto alla medesima sede. Il 29 giugno 2007 il papa gli ha imposto il pallio, simbolo degli arcivescovi metropoliti, durante una celebrazione svoltasi nella basilica di San Pietro in Vaticano.
Nel maggio del 2009 e nel maggio del 2017 ha compiuto la visita ad limina.
In seno alla Conferenza episcopale peruviana è membro del consiglio permanente e del comitato giuridico, nonché dell'assemblea sacerdotale di Solidarietà Santa Rosa e della sua commissione di vigilanza. In precedenza è stato assistente segretario, vicepresidente della commissione per i seminari e le vocazioni, presidente della commissione per l'apostolato dei laici e membro del consiglio di "Promotora de la Solidaridad". In due periodi è stato vicepresidente della stessa Conferenza episcopale e dal 2006 al 2014 è stato membro del suo consiglio permanente.
Ha partecipato alla XIII assemblea generale ordinaria del Sinodo dei vescovi che ha avuto luogo nella Città del Vaticano dal 7 al 28 ottobre 2012 sul tema "La nuova evangelizzazione per la trasmissione della fede cristiana"  e all'assemblea speciale per la regione panamazzonica del Sinodo dei vescovi che ha avuto luogo nella Città del Vaticano dal 6 al 27 ottobre 2019 sul tema "Amazzonia: nuovi cammini per la Chiesa e per una ecologia integrale".
È anche presidente del consiglio di amministrazione Fondazione Pontificia Populorum progressio  e membro del Dicastero per il servizio dello sviluppo umano integrale dal 2017. In precedenza è stato membro del consiglio internazionale per la catechesi dal 2012 al 2018. Su nomina del Pontificio consiglio per i laici, è stato vescovo catechista alla XXVI Giornata Mondiale della Gioventù svoltasi a Madrid dal 16 al 21 agosto 2011. Nel luglio del 2015 si è recato in Bolivia per accogliere a nome dell'episcopato peruviano papa Francesco in visita nel paese.
È membro dell'Accademia Peruviana di Storia Ecclesiastica; membro onorario dell'Ordine degli avvocati di Arequipa, dell'Associazione peruviana dei Canonisti e del Consiglio di fondazione di José Luis Bustamante y Rivero, nonché membro del comitato interreligioso di Arequipa, del Consiglio delle autorità di Arequipa, del consiglio di fondazione di Arequipa e del Consiglio nazionale Associazione Pro Marina dal Perù; Presidente della Caritas di Arequipa, della Fondazione "Nuestra Señora del Rosario" e della Fondazione "Hospital de Sacerdotes de San Pedro".
È anche vicepresidente della Peruvian Mission, Inc. degli Stati Uniti d'America e Goodwill Ambassador of Israel.
Ha scritto libri e vari articoli su riviste specializzate e tiene numerose conferenze in Perù e all'estero.
Per i suoi meriti accademici, la Pontificia Università Gregoriana gli ha conferito la medaglia di San Roberto Bellarmino. L'Ordine degli Avvocati di Arequipa gli ha conferito le medaglie d'onore al merito legale nei gradi di giurista di Arequipeño Toribio Pacheco e giurista di Arequipeño Francisco García Calderón y Landa, e l'Università Nazionale di San Agustín gli ha conferito la medaglia d'oro.
Ha inoltre ricevuto la Medaglia al Merito di Cittadino dalla Presidenza del Consiglio dei Ministri, il Riconoscimento di Carattere Nazionale "Rafforzamento dello Stato di Diritto Costituzionale e Accesso alla Giustizia" dal Ministero della giustizia, il Riconoscimento "Amico delle bambine e delle adolescenti" dell'Ufficio del difensore civico, la Medaglia d'oro della città del Comune provinciale di Arequipa, la Medaglia d'oro dell'Unione per il Perù, la Medaglia d'onore della Polizia nazionale del Perù, dell'Associazione nazionale Pro Marina di Perù, il titolo di colonnello della legione Francisco Bolognesi - Gran Maresciallo del Perù e della Direzione Regionale dell'Istruzione di Arequipa.
Il 16 novembre 2017, con l'approvazione della Congregazione per l'educazione cattolica, la Facoltà di teologia "Redemptoris Mater" gli ha conferito la laurea honoris causa in sacra teologia. L'atto accademico si è concluso con la lectio magistralis, che si può leggere qui: Lectio Magistralis.
Il 13 novembre 2019, nell'ambito delle celebrazioni per il 38º anniversario della Dichiarazione sull'eliminazione di tutte le forme di intolleranza e discriminazione basate sulla religione o sulle convinzioni, delle Nazioni Unite, il Consiglio interreligioso del Perù - Religioni per la pace e la Chiesa di Gesù Cristo dei santi degli ultimi giorni ha assegnato al vescovo Del Río la prima edizione del Family Values Award "per il suo eccezionale contributo al rafforzamento della famiglia in Perù".

## Genealogia episcopale e successione apostolica
La genealogia episcopale è:
- Cardinale Scipione Rebiba
- Cardinale Giulio Antonio Santori
- Cardinale Girolamo Bernerio, O.P.
- Arcivescovo Galeazzo Sanvitale
- Cardinale Ludovico Ludovisi
- Cardinale Luigi Caetani
- Cardinale Ulderico Carpegna
- Cardinale Paluzzo Paluzzi Altieri degli Albertoni
- Papa Benedetto XIII
- Papa Benedetto XIV
- Papa Clemente XIII
- Cardinale Bernardino Giraud
- Cardinale Alessandro Mattei
- Cardinale Pietro Francesco Galleffi
- Cardinale Giacomo Filippo Fransoni
- Cardinale Carlo Sacconi
- Cardinale Edward Henry Howard
- Cardinale Mariano Rampolla del Tindaro
- Cardinale Rafael Merry del Val
- Arcivescovo Duarte Leopoldo e Silva
- Arcivescovo Paulo de Tarso Campos
- Cardinale Agnelo Rossi
- Vescovo Miguel Irizar Campos, C.P.
- Arcivescovo Javier Augusto Del Río Alba

La successione apostolica è:
- Vescovo Pedro Alberto Bustamante López (2013)
- Vescovo Giovanni Cefai, M.S.S.P. (2019)